# 6837 Брессі
6837 Брессі (6837 Bressi) — астероїд головного поясу, відкритий 8 грудня 1994 року.
Тіссеранів параметр щодо Юпітера — 3,233.